# Andréanne Morin
Andréanne Morin (Québec, 9 agosto 1981) è una canottiera canadese, vice-campionessa olimpica nell'otto a Londra 2012.

## Biografia
Ha vinto la sua prima medaglia iridata ai mondiali di Milano 2003 nell'otto.
Ha esordito alle Olimpiadi ad Atene 2004 in cui ha ottenuto il 7º posto con l'otto canadese, composto da Anna-Marie de Zwager, Pauline van Roessel, Jacqui Cook, Roslyn McLeod, Karen Clark, Romina Stefancic, Sabrina Kolker e Sarah Pape.
Ha rappresentato il Canada ai Giochi olimpici estivi di Pechino 2008, classificandosi 4ª nell'otto, con Heather Mandoli, Ashley Brzozowicz, Sarah Bonikowsky, Romina Stefancic, Buffy Williams, Darcy Marquardt, Jane Rumball e Lesley Thompson-Willie.
Ai mondiali di Cambridge 2010 e Bled 2011 ha conquistato l'argento nell'otto.
Ha fatto la sua terza apparizione olimpica a Londra 2012, dove ha vinto la medaglia d'argento nell'otto con Natalie Mastracci, Rachelle Viinberg, Krista Guloien, Lauren Wilkinson, Janine Hanson, Darcy Marquardt, Ashley Brzozowicz, Lesley Thompson-Willie.
È stata membro della commissione atleti dell'Agenzia mondiale antidoping.

## Palmarès
- Giochi olimpici

Londra 2012: argento nell'otto;
- Mondiali

Milano 2003: bronzo nell'otto;
Cambridge 2010: argento nell'otto;
Bled 2011: argento nell'otto;